# Confessions on a Dance Floor
A Confessions on a Dance Floor Madonna amerikai énekesnő tizedik nagylemeze, amely 2005. november 9-én jelent meg a Warner Bros. Records gondozásában.

## Az albumról
A kereskedelmileg megbukott American Life után nagy érdeklődés és várakozás előzte meg az új lemez megjelenését. A 2004-es Re-Invention World Tour sikere után Madonna Stuart Price-szal vonult stúdióba. Az énekesnőnek világos elképzelése volt az új hangzással kapcsolatban – az egész nagyon táncos lesz: „semmi ballada, semmi küldetés, csak szórakozás” és Stuarttal olyan hangzást készítettek, amit future discónak neveztek.
Az album egyfajta klubos megamix, ahol nincs szünet a dalok között. A lemezt a Hung Up nyitja, melyet Madonna öt perc alatt írt meg és ennek köszönhetően döntött úgy, hogy a lemez a pop és a dance fúziója lesz. A Get Together-ben Anders Bagge és Peer Astrom is közreműködött. A harmadik dalban, mely a Sorry címet viseli, szerepel a „Sajnálom” vagy „Szomorú vagyok” kifejezés a világ néhány nyelvén. A Future Lovers az egyedüli szám, mely Mirwais Ahmadzaii szerzeménye. Az albumon felcsendül az I Love New York danceváltozata, melynek rockverziója a Re-Invention Tourra készült. A Let It Will Be dalban Mirwais ötletét Stuart hasznosította. Érdekessége az albumnak a Forbidden Love dal. Ezzel a címmel Madonna Babyface-szel írt egy dalt az 1994-es Bedtime Stories lemezre. A Jump témáját Madonna sógora, Joe Henry adta. A How High és a Like It or Not dalokat a Bloodshy & Avant duó eredetileg a Hellos Suckers musicalhez írta, a zenés darab azonban nem készült el. Az Isaac címre keresztelt szám felháborodást keltett a zsidó rabbik körében, akik érthetetlen okokból még azelőtt foglalkoztak a lemezzel, mint az megjelent volna és azt hitték, hogy a dalban szereplő ember nem más, mint Isaac Luria, a kabbalah-tanítás alapítója. Tévedtek. A címet Yitzhak Sinwani adta, aki közreműködik a dalban. Az utolsó előtti dal a Push, amelyet Madonna férjének írt. A lemezt szándékosan a Like It or Not dal zárja.
A tizenkét dalon kívül a limitált kiadáson megtaláljuk a 13. „vallomást” a balladás hangzású Fighting Spirit címen. Az Icon rajongói klub tagjai letölthettek egy vicces kis dalt mp3 változatban, Superpop címen. Mindkettőt Mirwais Ahmadzaï szerezte. Létezik két kiadatlan szám: a Triggering és a History. Az előzőt Mirwais, a másikat Stuart szerezte. A History, mely egy tipikus diszkós dal, azért nem került a lemezre, mert a szöveg és a zene nem illett az album koncepciójához. A dal a világ problémáival foglalkozott. Az átdolgozott és lágyabb verzióját egy évvel az album megjelenése után, 2006 novemberében a Jump kislemezen adták ki.
A CD-borítófüzetet Giovanno Bianco készítette Steven Klein Madonnáról készült fotóiból. Létezik egy korlátozott példányszámú kiadás is, melyet 14×22 cm méretű fekete luxusdobozba csomagoltak. Ehhez tartozik egy könyvecske is, csupa exkluzív képekkel színesítve, valamint egy jegyzetfüzet. Ezenkívül a lemezt kiadták két rózsaszínű 12” bakelitlemezen, amelyen a dalok rövidített változatai szerepelnek. 2006 tavaszán kiadták a Confessions Remixedet két 12” bakelitlemezen, ezeken Stuart Price remixei találhatóak. Végül augusztusban megjelent a lemez Japan Tour Editionja, melyhez tartozik egy bónusz DVD is. A DVD-n megtalálható a Hung Up és a Sorry videóklipje és a dokumentumfilm a készítésükről.

## Kritika
| Szakmai értékelés      | Szakmai értékelés |
| ---------------------- | ----------------- |
| Összesített pontszámok |                   |
| Metacritic             | (80/100)          |
| Egyéb értékelések      |                   |
| Értékelő               | Értékelés         |
| AllMusic               | [ 2 ]             |
| BBC Music              | (kedvező)         |
| Billboard              | (kedvező)         |
| Entertainment Weekly   | (B+)              |
| The Guardian           | [ 6 ]             |
| The Observer           | [ 7 ]             |
| Rolling Stone          | [ 8 ]             |
| Slant Magazine         | [ 9 ]             |
| Stylus Magazine        | (A−)              |
| Time                   | (kedvező)         |

## Számlista
| Confessions on a Dance Floor Normál kiadás | Confessions on a Dance Floor Normál kiadás | Confessions on a Dance Floor Normál kiadás                      | Confessions on a Dance Floor Normál kiadás | Confessions on a Dance Floor Normál kiadás | Confessions on a Dance Floor Normál kiadás | Confessions on a Dance Floor Normál kiadás | Confessions on a Dance Floor Normál kiadás | Confessions on a Dance Floor Normál kiadás | Confessions on a Dance Floor Normál kiadás |
|                                            | Cím                                        | Szerző(k)                                                       | Producer(ek)                               | Hossz                                      |                                            |                                            |                                            |                                            |                                            |
| ------------------------------------------ | ------------------------------------------ | --------------------------------------------------------------- | ------------------------------------------ | ------------------------------------------ | ------------------------------------------ | ------------------------------------------ | ------------------------------------------ | ------------------------------------------ | ------------------------------------------ |
| 1.                                         | "Hung Up"                                  | Madonna · Stuart Price · Benny Andersson · Björn Ulvaeus        | Madonna · Stuart Price                     | 5:38                                       |                                            |                                            |                                            |                                            |                                            |
| 2.                                         | "Get Together"                             | Madonna · Anders Bagge · Peer Åström · Stuart Price             | Madonna · Stuart Price                     | 5:31                                       |                                            |                                            |                                            |                                            |                                            |
| 3.                                         | "Sorry"                                    | Madonna · Stuart Price                                          | Madonna · Stuart Price                     | 4:44                                       |                                            |                                            |                                            |                                            |                                            |
| 4.                                         | "Future Lovers"                            | Madonna · Mirwais Ahmadzaï                                      | Madonna · Mirwais Ahmadzaï                 | 4:51                                       |                                            |                                            |                                            |                                            |                                            |
| 5.                                         | "I Love New York"                          | Madonna · Stuart Price                                          | Madonna · Stuart Price                     | 4:12                                       |                                            |                                            |                                            |                                            |                                            |
| 6.                                         | "Let It Will Be"                           | Madonna · Mirwais Ahmadzaï · Stuart Price                       | Madonna · Stuart Price                     | 4:18                                       |                                            |                                            |                                            |                                            |                                            |
| 7.                                         | "Forbidden Love"                           | Madonna · Stuart Price                                          | Madonna · Stuart Price                     | 4:23                                       |                                            |                                            |                                            |                                            |                                            |
| 8.                                         | "Jump"                                     | Madonna · Joe Henry · Stuart Price                              | Madonna · Stuart Price                     | 3:47                                       |                                            |                                            |                                            |                                            |                                            |
| 9.                                         | "How High"                                 | Madonna · Christian Karlsson · Pontus Winnberg · Henrik Jonback | Madonna · Bloodshy & Avant · Stuart Price  | 4:41                                       |                                            |                                            |                                            |                                            |                                            |
| 10.                                        | "Isaac"                                    | Madonna · Stuart Price                                          | Madonna · Stuart Price                     | 5:51                                       |                                            |                                            |                                            |                                            |                                            |
| 11.                                        | "Push"                                     | Madonna · Stuart Price                                          | Madonna · Stuart Price                     | 3:47                                       |                                            |                                            |                                            |                                            |                                            |
| 12.                                        | "Like It or Not"                           | Madonna · Christian Karlsson · Pontus Winnberg · Henrik Jonback | Madonna · Bloodshy & Avant                 | 4:49                                       |                                            |                                            |                                            |                                            |                                            |
| 56:32                                      |                                            |                                                                 |                                            |                                            |                                            |                                            |                                            |                                            |                                            |

Az albumnak létezik egy Unmixed változata, ami az albumon hallható számok "egymástól független" változatait tartalmazza.
| Confessions on a Dance Floor Unmixed Edition | Confessions on a Dance Floor Unmixed Edition | Confessions on a Dance Floor Unmixed Edition                    | Confessions on a Dance Floor Unmixed Edition | Confessions on a Dance Floor Unmixed Edition | Confessions on a Dance Floor Unmixed Edition | Confessions on a Dance Floor Unmixed Edition | Confessions on a Dance Floor Unmixed Edition | Confessions on a Dance Floor Unmixed Edition | Confessions on a Dance Floor Unmixed Edition |
|                                              | Cím                                          | Szerző(k)                                                       | Producer(ek)                                 | Hossz                                        |                                              |                                              |                                              |                                              |                                              |
| -------------------------------------------- | -------------------------------------------- | --------------------------------------------------------------- | -------------------------------------------- | -------------------------------------------- | -------------------------------------------- | -------------------------------------------- | -------------------------------------------- | -------------------------------------------- | -------------------------------------------- |
| 1.                                           | "Hung Up"                                    | Madonna · Stuart Price · Benny Andersson · Björn Ulvaeus        | Madonna · Stuart Price                       | 5:38                                         |                                              |                                              |                                              |                                              |                                              |
| 2.                                           | "Get Together"                               | Madonna · Anders Bagge · Peer Åström · Stuart Price             | Madonna · Stuart Price                       | 5:15                                         |                                              |                                              |                                              |                                              |                                              |
| 3.                                           | "Sorry"                                      | Madonna · Stuart Price                                          | Madonna · Stuart Price                       | 4:43                                         |                                              |                                              |                                              |                                              |                                              |
| 4.                                           | "Future Lovers"                              | Madonna · Mirwais Ahmadzaï                                      | Madonna · Mirwais Ahmadzaï                   | 5:01                                         |                                              |                                              |                                              |                                              |                                              |
| 5.                                           | "I Love New York"                            | Madonna · Stuart Price                                          | Madonna · Stuart Price                       | 4:35                                         |                                              |                                              |                                              |                                              |                                              |
| 6.                                           | "Let It Will Be"                             | Madonna · Mirwais Ahmadzaï · Stuart Price                       | Madonna · Stuart Price                       | 4:20                                         |                                              |                                              |                                              |                                              |                                              |
| 7.                                           | "Forbidden Love"                             | Madonna · Stuart Price                                          | Madonna · Stuart Price                       | 4:22                                         |                                              |                                              |                                              |                                              |                                              |
| 8.                                           | "Jump"                                       | Madonna · Joe Henry · Stuart Price                              | Madonna · Stuart Price                       | 3:59                                         |                                              |                                              |                                              |                                              |                                              |
| 9.                                           | "How High"                                   | Madonna · Christian Karlsson · Pontus Winnberg · Henrik Jonback | Madonna · Bloodshy & Avant · Stuart Price    | 4:04                                         |                                              |                                              |                                              |                                              |                                              |
| 10.                                          | "Isaac"                                      | Madonna · Stuart Price                                          | Madonna · Stuart Price                       | 6:03                                         |                                              |                                              |                                              |                                              |                                              |
| 11.                                          | "Push"                                       | Madonna · Stuart Price                                          | Madonna · Stuart Price                       | 3:33                                         |                                              |                                              |                                              |                                              |                                              |
| 12.                                          | "Like It or Not"                             | Madonna · Christian Karlsson · Pontus Winnberg · Henrik Jonback | Madonna · Bloodshy & Avant                   | 4:32                                         |                                              |                                              |                                              |                                              |                                              |
| 56:05                                        |                                              |                                                                 |                                              |                                              |                                              |                                              |                                              |                                              |                                              |

| 13. | "Fighting Spirit" | Madonna · Mirwais Ahmadzaï | Madonna · Mirwais Ahmadzaï | 3:32 |

| 14. | "Super Pop" | Madonna · Mirwais Ahmadzaï | Madonna · Mirwais Ahmadzaï | 3:42 |

| 1. | "Hung Up" (videóklip)                            | Johan Renck | 5:27  |
| 2. | "Hung Up: Making the Video" (a kulisszák mögött) | Johan Renck | 14:08 |
| 3. | "Sorry" (videóklip)                              | Jamie King  | 4:43  |
| 4. | "Sorry: Making the Video" (a kulisszák mögött)   | Jamie King  | 14:38 |

## További számok
1. "Super Pop" (Madonna, Ahmadzaï)
2. "Fighting Spirit" (Madonna, Ahmadzaï)
3. "History" (Madonna, Price)
4. "History (Land of Free)" (Madonna, Price)
5. "Keep The Trance" (Madonna, Ahmadzaï)
6. "Triggering Your Senses" (Madonna, Ahmadzaï)

## Kislemezek
| #  | Kislemez     | Megjelenés           |
| -- | ------------ | -------------------- |
| 1. | Hung Up      | 2005. október 17.    |
| 2. | Sorry        | 2006. február 7.     |
| 3. | Get Together | 2006. június 6.      |
| 4. | Jump         | 2006. szeptember 11. |

## Legmagasabb helyezések
| Ország             | Legjobb helyezés | Minősítés  | Eladás     |
| ------------------ | ---------------- | ---------- | ---------- |
| Argentína          | 1                | 5x platina | 200 000+   |
| Ausztrália         | 1                | 2x platina | 140 000+   |
| Ausztria           | 1                | platina    | 25 000+    |
| Belgium            | 1                | platina    | 40 000+    |
| Brazília           | 1                | platina    | 250 000+   |
| Kanada             | 1                | 5x platina | 500 000+   |
| Chile              | 1                | platina    | 15 000     |
| Ciprus             | 3                | platina    | 10 000     |
| Dánia              | 1                | 2x platina | 100 000+   |
| Finnország         | 1                | platina    | 55 000+    |
| Franciaország      | 1                | gyémánt    | 800 000+   |
| Németország        | 1                | 3x platina | 600 000+   |
| Görögország        | 1                | 5x platina | 100 000+   |
| Magyarország       | 1                | 2x platina | 20 000+    |
| Írország           | 3                | 4x platina | 60 000+    |
| Izrael             | 1                | arany      | 18 000+    |
| Olaszország        | 1                | gyémánt    | 500 000+   |
| Japán              | 5                | 2x platina | 500 000+   |
| Mexikó             | 3                | platina    | 150 000+   |
| Hollandia          | 1                | platina    | 80 000+    |
| Új-Zéland          | 5                | platina    | 15 000+    |
| Norvégia           | 1                |            |            |
| Lengyelország      | 1                | platina    | 40 000+    |
| Portugália         | 1                | 2x platina | 40 000+    |
| Oroszország        | 1                | 5x platina | 100 000+   |
| Tajvan             | 1                | platina    | 45 000     |
| Szingapúr          | 1                | 2x platina | 30 000+    |
| Spanyolország      | 1                | 2x platina | 160 000+   |
| Svédország         | 1                | 2x platina | 120 000+   |
| Svájc              | 1                | 3x platina | 120 000+   |
| Egyesült Királyság | 1                | 4x platina | 1 300 000+ |
| Egyesült Államok   | 1                | platina    | 1 675 000  |